# Benedetto XIV Cento 2003-2004
La Benedetto XIV Cento 2003-2004, ha preso parte al campionato italiano di pallacanestro di Serie B d'Eccellenza 2003-2004, classificandosi al 10º posto nel girone A,disputa i play-out salvandosi al 1º turno contro Orlandina Basket.

## Verdetti stagionali
Competizioni nazionali
- Serie B d'Eccellenza:

stagione regolare: 10º posto su 16 squadre (15-15);

## Roster
| Giocatori |
| --------- |

|  | Naz.              | Ruolo | Sportivo               |  |  |  |  |
|  | ----------------- | ----- | ---------------------- |  |  |  |  |
|  | Italia (bandiera) |       | Cristiano Carchia      |  |  |  |  |
|  | Italia (bandiera) |       | Michele Cardinali      |  |  |  |  |
|  | Italia (bandiera) |       | Mattia Caroldi         |  |  |  |  |
|  | Italia (bandiera) |       | John Michael Ebeling   |  |  |  |  |
|  | Italia (bandiera) |       | Luca Infante           |  |  |  |  |
|  | Italia (bandiera) |       | Francesco Malaguti     |  |  |  |  |
|  | Italia (bandiera) |       | Alfredo Moruzzi        |  |  |  |  |
|  | Italia (bandiera) |       | Valerio Picone         |  |  |  |  |
|  | Italia (bandiera) |       | Marco Rorato           |  |  |  |  |
|  | Italia (bandiera) |       | Marvin Trimarchi       |  |  |  |  |
|  | Italia (bandiera) |       | Rodolfo Junior Valenti |  |  |  |  |

| Staff tecnico               |
| --------------------------- |
| Allenatore: Adriano Furlani |